# Paseo de la Reforma
Paseo de la Reforma nebo také Avenida Paseo de la Reforma (do češtiny přeložitelné asi jako Třída reforem) je 15 km dlouhá a 60 m široká třída v Ciudad de México, nejvýznamnější a nejdelší ve městě. Pojmenována je podle liberálních reforem, které v 19. století provedl mexický prezident Benito Juaréz.
Je to široká třída, vedoucí napříč městem úhlopříčně. Nechal ji vybudovat císař Maxmilián I. v 60. letech 19. století jako Třídu císařovny. Byl přitom inspirován podobnými bulváry, jako je například Avenue des Champs-Élysées v Paříži. Paseo de la Reforma spojila Chapultepecký hrad se sídlem prezidenta Palacio Nacional v centru města.

## Památníky

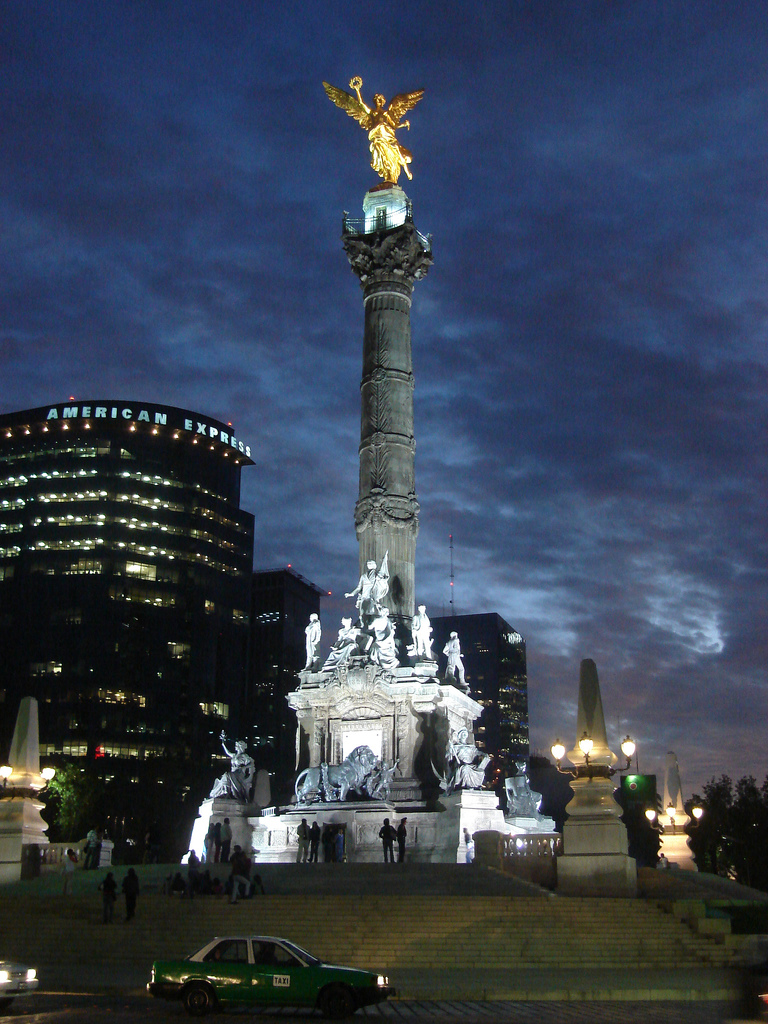
Angel Monumento a la Independencia

Je považována za nejkrásnější třídu ve městě a pro některé i na světě. Podél ní se nachází mnoho památníků (Niños Héroes, dále pak památníky Simóna Bolívara, Kryštofa Kolumba, anebo také znárodnění ropného průmyslu roku 1938). Největším a nejpozoruhodnějším památníkem je ale El Ángel de la Independencia (Anděl nezávislosti); socha anděla posazená na vysokém sloupu jako památník postavený ke stému výročí mexické nezávislosti.

## Ostatní významné stavby
- Torre Mayor
- Mexická burza (Bolsa Mexicana de Valores)
- Muzea (Museo Nacional de Antropología, Museo de Arte Moderno, a Museo Tamayo)